# Grace (pel·lícula de 2009)
Grace és una pel·lícula de terror estatunidenca del 2009 escrita i dirigida per Paul Solet. Està basat en el curtmetratge del 2006 del mateix nom. El curtmetratge es va utilitzar per obtenir finançament per a la versió del llargmetratge.
Michael Matheson (Stephen Park) i la seva dona embarassada Madeline (Jordan Ladd) estan involucrats en un accident de cotxe. Michael mor, i els metges diuen a Madeline que el seu fill no nascut també ha mort. Madeline, desesperada després d'haver intentat tenir un fill durant anys, decideix portar el seu nadó a terme de totes maneres. El nen, una nena, apareix inicialment mortnat. Al cap d'un temps, però, sembla reviure i Madeline l'anomena "Grace". Aviat es veurà clar que alguna cosa va malament amb el nadó. Desenvolupa olors poc saludables, atrau mosques i anhela sang.

## Argument
Després de dos intents infructuosos de tenir un fill, Michael i Madeline Matheson ho aconsegueixen per tercera vegada. Consulten l'exnòvia de la llevadora de Madeline, Patricia, per fer un part poc ortodox.
Una nit, Michael i el nadó no nascut moren en un accident de cotxe. La Madeline es nega a començar la inducció del part, de manera que Patricia permet que la Madeline continuï a terme. Encara que inicialment neix mort, el nadó està miraculosament viu. Madeline posa de nom a la bebè Grace.
De tornada a casa de la Madeline, la Grace està atraient mosques a causa de la seva olor pútrida. La Madeline també s'adona que la Grace no pot digerir la llet materna mentre segueix vomitant. Mentre la Madeline està alletant una Grace que plora, s'adona que la nena s'està alimentant del seu pit sagnant.
Mentrestant, la Vivian, la mare dominant de Michael, vol visitar la Grace, però la Madeline es nega a respondre les seves trucades. Ella visita el Dr. Richard Sohn, un obstetra que va recomanar. Ella el convenç de visitar la Madeline mentre busca recollir proves que ella és una mare no apta.
Madeline continua alletant a Grace amb la seva sang, la qual cosa la debilita fins al punt que permet al Dr. Sohn anar a casa seva. Sent la Grace plorar feblement i es dirigeix cap al seu bressol. Tement que s'emporti a Grace, Madeline mata el Dr. Sohn.
La Vivian arriba just quan Madeline acaba de drenar la sang del Dr. Sohn en un biberó. Després d'explorar la casa, la Vivian accepta marxar, però en canvi troba la Grace al seu bressol i l'ampolla de sang trencada al terra. Madeline intenta perseguir-la, però Vivian és capaç d'agafar a Grace i fugir, descobrint el cos del Dr. Sohn. Vivian s'arma amb un martell; la Madeline s'enfronta a ella, i la Vivian la colpeja inconscient, però no abans que Madeline arrenqui part de la gola de la Vivian amb les dents. Els descobreix Patricia, que veu a Grace bevent de la sang de Vivian.
Temps després, la Patricia condueix una autocaravana pel desert. S'atura i se'n va al darrere per comprovar com la Madeline, que està alletant a la Grace. Afirma que, mentre la Madeline segueixi menjant la dieta adequada, poden continuar alimentant i criant Grace. La Madeline li informa que la Grace ha començat a dentició, revelant el seu pit mutilat.

## Repartiment
- Jordan Ladd com a Madeline Matheson
- Gabrielle Rose com a Vivian Matheson
- Samantha Ferris com a Dr. Patricia Lang
- Malcolm Stewart com el Dr. Sohn
- Serge Houde com a Henry Matheson
- Stephen Park com a Michael Matheson

## Producció
El rodatge va començar el 21 d'abril de 2008 a Regina, Saskatchewan, Canadà.

## Estrena
Grace es va estrenar al Festival de Cinema de Sundance de 2009. Va ser llançada als EUA el 14 d'agost de 2009.

## Recepció
Rotten Tomatoes, un agregador de ressenyes, informa que el 72% dels 30 crítics enquestats van donar a la pel·lícula una crítica positiva; la qualificació mitjana és de 6,63/10 i el consens del lloc diu: "Tot i que no és del tot eficaç com a pel·lícula de terror convencional, Grace segueix sent una exploració gràfica, inquietant i enginyosa de l'instint matern retorçat". Metacritic la va puntuar amb un 52 sobre 100 basant-se en sis ressenyes.
Jon Anderson de Variety la va anomenar "un festival satíric que explota la maternitat moderna per tots els seus terrors latents". Doris Toumarkine de The Hollywood Reporter va escriure, "Grace gemega una mica com Rosemary's Baby i gorgoteja de tant en tant com The Exorcist, però l'aspecte del vídeo i l'artesania nua fan anomenar-la pel·lícula B." Mike Hale de The New York Times descriu es tracta d'una "pel·lícula de terror freda i lenta, que juga amb idees d'amor matern, criança obsessiva dels fills i sense submissió liberal, afegint una mica de vampirisme de moda." Michael Ordona del Los Angeles Times la va anomenar "una meditació horrorosa sobre la unió inquebrantable de mare i fill". S. James Snyder de Time Out New York la va puntuar amb 1/5 estrelles i va escriure: "La pel·lícula de terror ginecològic de Paul Solet és certament retorçada, però només una mica inquietant; la pel·lícula és tan apassionant com es podria esperar donat que el seu monstre infantil és alhora mut i lligat al bressol." Ed Gonzalez de The Village Voice va escriure que Grace és esgarrifosa, però qüestiona el sentit de la pel·lícula.